# Старая Кашира (городище)
Старая Кашира — городище на левом берегу Оки у реки Каширки между деревнями Старая Кашира и Городище Ступинского района Московской области. Его не следует путать со Старшим Каширским городищем на правом берегу Оки, являющимся одним из древнейших известных городищ Дьяковской культуры.
Городище Старая Кашира является старым детинцем Каширы до её переноса на правый берег. Дерево-земляная прямоугольная крепость была построена при Василии III в 1531 году. Неоднократно терпела разрушения при крымско-ногайских набегах, в том числе при набеге хана Девлет Гирея 1571 года, а также в 1592 году. Писцовая книга 1578 года описывает наличие у крепости восьми башен, из них двух проездных. К реке Кашире из крепости вёл тайник. В крепости была деревянная соборная Успенская церковь.
Детинец пришёл в запустение в ходе Смутного времени. После этого Кашира была перенесена на правый берег Оки, так как старая крепость была мала и тесна, к тому же недостаточно защищена природным местоположением, а также отстояла довольно далеко от Оки, что затрудняло контроль речных бродов. Новый кремль был основан на 5 километров выше по течению. Сегодня от старой крепости XVI—XVII веков остались мощные прямоугольные валы.